# Adam (islamisk profet)

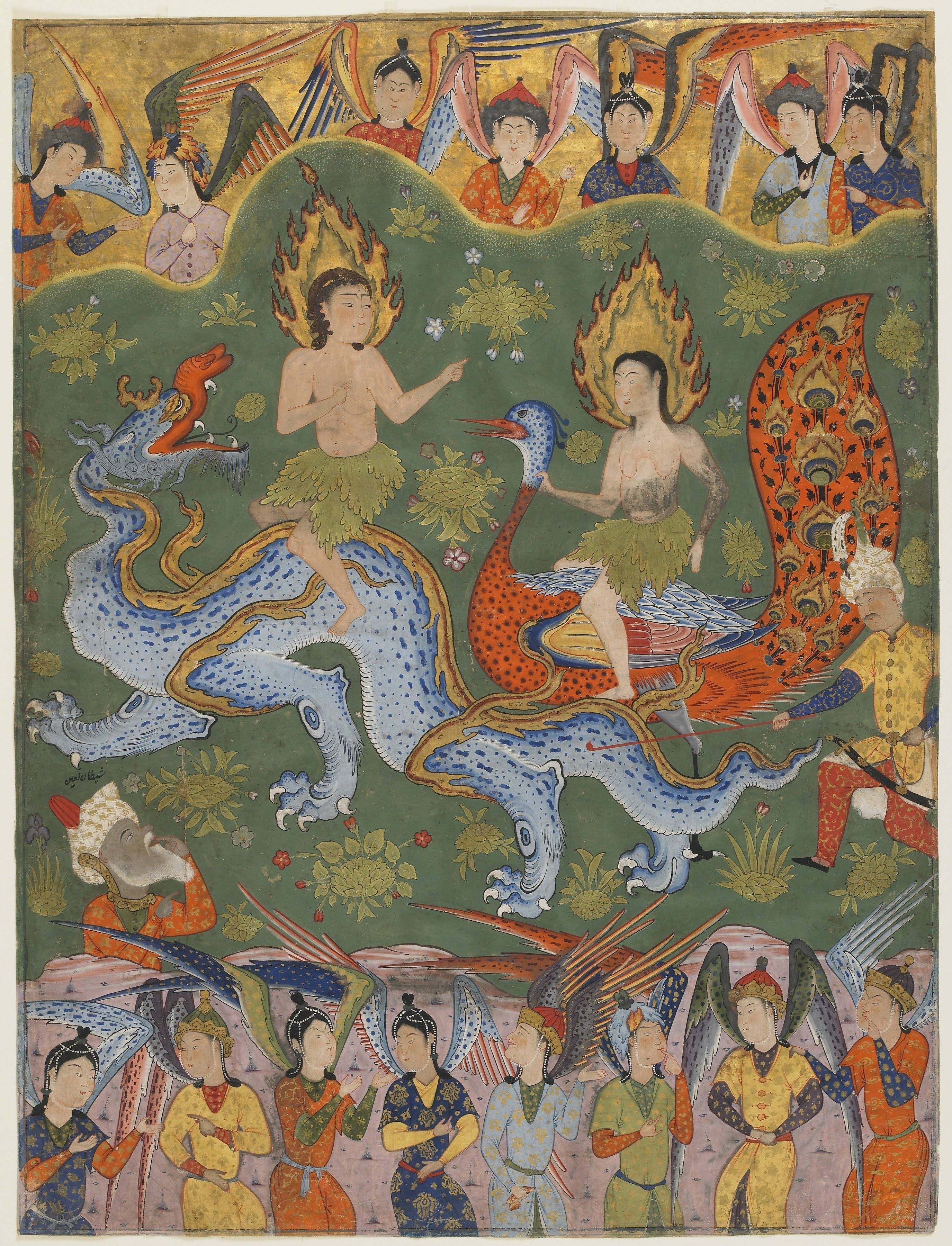
Adam och Hawwaa beundrade av änglarna (Iran, cirka 1550)

Adam (arabiska: آدم) är den första profeten i islam och är den första människan som skapades av Gud. Berättelser om Adam finns i Koranen. Adams hustru omtalas även i Koranen, men nämns där inte vid namn. Enligt islams traditioner heter hon Hawwaa حواء (Eva).
Adam, den första människan, är den första länken i islams profetiska kedja. Efter att Gud skapat honom, sade Han till änglarna och djinnerna att buga inför Adam för att därmed visa respekt för Guds utvalda ställföreträdare (khalîfah) på jorden. Alla bugade förutom djinnen Iblîs, djävulen, som tyckte att han var förmer än Adam. Han kunde helt enkelt inte acceptera den ställning som Gud valt att anförtro människan. På grund av denna högmodiga och trotsiga inställning straffades Iblîs genom att få Guds förbannelse till den Yttersta dagen.
Det var efter detta som Adams avkomma fick Iblîs som sin eviga fiende, frestare och vilseledare med det enda målet att vilseleda människan till otro och otacksamhet. I Koranen omnämns detta bland annat i en vers där Gud upplyser oss om djävulens syn på människan i uttalandet: ”… Eftersom Du har låtit mig begå ett felsteg, svär jag att jag skall lägga mig i bakhåll för dem längs Din raka väg, och jag skall ansätta dem framifrån och bakifrån, från höger och från vänster och Du kommer att finna de flesta av dem otacksamma.” (Sura 7:16-17)
I sitt nästa steg lyckades Iblîs lura Adam att äta av frukten från det eviga livets träd (Sura 20:120) vilket resulterade i Adams utvisning från paradiset. Istället för att fortsätta i högmodigt sinnelag valde Adam dock att ångerfullt be Skaparen om förlåtelse. Naturligtvis fick Adam Guds förlåtelse då han erkände sitt misstag men han fick också en varning för framtiden som löd: ”... vägledning skall helt visst komma er till del, och de som följer Min vägledning skall inte känna fruktan och ingen sorg skall tynga dem. Men de som förnekar sanningen och påstår att våra budskap är lögn har Elden till arvedel, och där skall de förbli till evig tid.” (Sura 2:38-39).
Så länge Adam levde på jorden undervisade han sin familj och avkomma till att endast dyrka och underkasta sig den ende guden och var därmed den första av islams profeter. I enlighet med Guds löfte om vägledning utsändes således en mängd olika profeter och sändebud till alla nationer och folk genom tiderna. Några av dessa profeter och sändebud är kända för oss vid namn och alla kom de som förkunnare av Guds enhet, hoppets budskap och som varnare från Gud. De var alla människor av högsta moral och gudsfruktan och kända i sin omgivning för sin sannfärdighet och pålitlighet. Dock har alla profeter haft det jobbigt och kämpigt eftersom: “… inget sändebud kom till [sitt folk] utan att de gjorde narr av honom.” (Sura 15:11).